# 宾斯费尔德
宾斯费尔德是德国莱茵兰-普法尔茨州的一个市镇。总面积9.97平方公里，总人口1057人，其中男性529人，女性528人（2011年12月31日），人口密度106人/平方公里。